# Fédor III
Fédor III Alekseïévitch ou Fiodor III Alekseïévitch (en russe : Фёдор III Алексеевич), né le 30 mai 1661 (9 juin dans le calendrier grégorien) et mort le 27 avril 1682 (7 mai dans le calendrier grégorien) est tsar de Russie de 1676 à 1682. Fils d'Alexis Ier dit « le tsar très paisible » et de Maria Miloslavskaïa (1626-1669), il épouse en 1680 Agaphia Grouchetskaïa (1663-1681), puis, en 1682, Martha Apraxina (1664-1716).
Son précepteur, Siméon de Polotsk, lui donne le goût de l'étude en général et des sciences en particulier. Il est intelligent, mais est très faible physiquement. Scrofuleux, il a toutes les peines du monde à se déplacer et les témoins de l'époque s'accordent à dire qu'il est condamné à mourir jeune.
Bien que diminué physiquement, il s'efforce honnêtement de gouverner son pays. Arrivé au pouvoir à l'âge de quinze ans, il prend comme conseiller et "premier ministre", un prince boyard du nom de Vassili Golitsyne. Ce personnage, probablement choisi parce qu'il est très proche de la sœur du tsar Sophia Alexeievna (en fait, il est son amant), est un excellent chef de gouvernement qui s'accorde sur les vues politiques de Fédor.
Sur le plan extérieur, Fédor et Golitsyne amorcent une politique d'ouverture sur l'Occident. Des guerres ont lieu contre la Pologne et l'Empire ottoman. Une paix de trente ans, en 1680, met fin à la guerre polonaise[Quoi ?]. Un an plus tard, la paix russo-turque cède à la Turquie la partie occidentale de l'Ukraine (à l'ouest du Dniepr) moins Kiev.
Sur le plan intérieur, le gouvernement russe entreprend une réforme de l'armée qui sera complétée plus tard par Pierre le Grand. Il décide également d'abolir le mestnitchestvo, le droit de préséance des boyards sur les plus hautes fonctions gouvernementales.
Fédor III est le premier tsar qui a l'idée de fonder une Académie russe où l'on enseignerait des matières aussi diverses que le latin, l'histoire et les sciences. Il voulait en faire une école gouvernementale ouverte à toutes les classes sociales, mais elle ne verra jamais le jour, faute de temps.
Fédor III avait inauguré son règne en exilant les Narychkine, famille de la deuxième épouse de son père, qui s'était appropriée les postes gouvernementaux clés lors de son mariage. Cependant, la crise couve car les enfants de Fédor meurent très jeunes. Son jeune frère, Ivan, est un faible d'esprit. Il a aussi un demi-frère, Pierre, né de Natalia Narychkina, qui est sain d'esprit mais n'a que dix ans. Les Miloslavski, Sophia en tête, s'opposent de toutes leurs forces au choix de Pierre.
Le tsar semble s'apprêter à choisir Pierre comme successeur[réf. nécessaire] lorsqu'il meurt à 21 ans, en 1682, pris de coliques après avoir mangé une tarte aux mûres. Certains ont soupçonné Sophia Alexeïevna de l'avoir empoisonné.